# Tour du Stausee
Le Tour du Stausee (en allemand : Stausee Rundfahrt) est une course cycliste suisse disputée autour du lac de barrage de Klingnau, dans le canton d'Argovie. Créé en 1949, il a intégré l'UCI Europe Tour en 2005 en catégorie 1.1 et n'a plus été disputé depuis.

## Palmarès
| Année | Vainqueur           | Deuxième            | Troisième          |
| ----- | ------------------- | ------------------- | ------------------ |
| 1949  | Fritz Zbinden       | Edwin Pfister       | Linus Meier        |
| 1950  | Franz Lustenberger  | Josef Schraner      | Carlo Clerici      |
| 1951  | Fritz Zbinden       | Cesare Zuretti      | Heiner Schwarzer   |
| 1952  | Carlo Lafranchi     | Eugen Kamber        | Emilio Croci-Torti |
| 1953  | Remo Pianezzi       | Max Schellenberg    | Carlo Lafranchi    |
| 1954  | non-disputé         | non-disputé         | non-disputé        |
| 1955  | Harry Müller        | Jakob Richner       | Alois Schraner     |
| 1956  | Roman Brunner       | Walter Favre        | Markus Keller      |
| 1957  | Hans Schleuniger    | Giuseppe Cereghetti | Alfred Rüegg       |
| 1958  | Erwin Jaisli        | Fritz Gallati       | Hans Schleuniger   |
| 1959  | non-disputé         | non-disputé         | non-disputé        |
| 1960  | Walter Signer       | Willi Fluck         | Erwin Jaisli       |
| 1961  | Werner Bernet       | Hans Schleuniger    | Hans Luthi         |
| 1962  | Gilbert Villars     | Hugo Jarmann        | Rüdi Cerne         |
| 1963  | Werner Weber        | Jean-Luc Grunewald  | Laurent Joilat     |
| 1964  | Auguste Girard      | Vinzenz Steiener    | Karl Brand         |
| 1965  | Hans Stadelmann     | Werner Rezzonico    | Beat Fischer       |
| 1966  | Leone Scurio        | Ortwin Czarnowski   | Peter Abt          |
| 1967  | Herbert Mayer       | Ortwin Czarnowski   | Hansjörg Minder    |
| 1968  | René Rutschmann     | Hansjörg Fassler    | Willi Luginbuhl    |
| 1969  | Roberto Puttini     | John Hugentobler    | Othmar Huber       |
| 1970  | Pietro Poloni       | Cornelis Leunis     | Louis Westrus      |
| 1971  | John Hugentobler    | Hansrüdi Keller     | Robert Furel       |
| 1972  | Rene Savary         | Hansrüdi Keller     | Iwan Schmid        |
| 1973  | Yvan Ronsse         | Bernard Janson      | Roland Salm        |
| 1974  | Pietro Ugolini      | René Leuenberger    | Michel Kuhn        |
| 1975  | Roland Salm         | Iwan Schmid         | Gerrie Slot        |
| 1976  | Urs Berger          | Hansjörg Aemisegger | Eric Loder         |
| 1977  | Fritz Jost          | Hansrüdi Keller     | Walter Baumgartner |
| 1978  | Gerrit Möhlmann     | Sean Kelly          | Gody Schmutz       |
| 1979  | Gilbert Glaus       | Eric Loder          | Fridolin Keller    |
| 1980  | Marcel Summermatter | Jürg Bruggmann      | Daniel Girard      |
| 1981  | Gilbert Glaus       | Erich Maechler      | Stefan Mutter      |
| 1982  | Erich Maechler      | Benno Wiss          | Daniel Heggli      |
| 1983  | Benno Wiss          | Richard Trinkler    | Peter Buchler      |
| 1984  | Benno Wiss          | Patrick Hosotte     | Jocelyn Jolidon    |
| 1985  | Remo Gugole         | Michel Ansermet     | Stefan Joho        |
| 1986  | Thomas Wegmüller    | Stephen Hodge       | Viktor Schraner    |
| 1987  | Kurt Steinmann      | Fabian Fuchs        | Werner Stutz       |
| 1988  | Rolf Jaermann       | Felice Puttini      | Ottavio Soffredini |
| 1989  | Gilbert Glaus       | Daniele Asti        | Andrea Guidotti    |
| 1990  | Roland Baltisser    | Urs Vescoli         | Gilbert Kluser     |
| 1991  | Simone Pedrazzini   | Erich Spuhler       | Remo Thur          |
| 1992  | Gilbert Glaus       | Roland Matter       | Erich Spuhler      |
| 1993  | Roland Meier        | Roger Schar         | André Wernli       |
| 1994  | Armin Meier         | Ralph Gartmann      | Christian Andersen |
| 1995  | Philipp Buschor     | Oscar Camenzind     | Ralph Gartmann     |
| 1996  | Andreas Lebsanft    | Andrea Stocco       | Philipp Buschor    |
| 1997  | Niki Aebersold      | Jacques Jolidon     | Oscar Camenzind    |
| 1998  | Markus Zberg        | Adrian Struby       | Sebastian Sidler   |
| 1999  | Torsten Nitsche     | Reto Matt           | Urs Spycher        |
| 2000  | Martin Elmiger      | Christian Murro     | Stefan Rütimann    |
| 2001  | Andris Naudužs      | Saulius Ruškys      | Martin Elmiger     |
| 2002  | Massimo Strazzer    | Simone Cadamuro     | Vladimir Smirnov   |
| 2003  | Uroš Murn           | Martin Elmiger      | Mikhaylo Khalilov  |
| 2004  | Andris Naudužs      | Sergio Marinangeli  | Antonio Salomone   |
| 2005  | Danilo Napolitano   | Alexandre Usov      | Ján Svorada        |